# Carantoco
Carantoco, o Caradoco, Carnaco, Cernato; in irlandese Cairnech, Carnech, in gallese Carannog (Ceredigion, ... – VI secolo), originario della Cornovaglia, fu missionario e compagno di san Patrizio.

## Agiografia
Molti dettagli della sua vita sono oscuri o contraddittori. Ceredigion è considerato come suo luogo di nascita. Era il figlio di Corwn, nipote di Ceredig, re di Ceredigion. Per evitare di essere eletto re, fuggì a Llangrannog. Qui Carantoc costruì l'attuale chiesa. 
Probabilmente si trasferì in Cornovaglia prima di predicare per qualche tempo in Irlanda, nella contea di Meath e nel Leinster. A volte è anche detto che ha trascorso del tempo in Bretagna, dove c'è un paese chiamato Carantec.
La Vita di Carantoco è uno delle poche testimonianze letterarie che menzionano re Artù in contesti che possono essere considerati indipendenti dalla Historia Regum Britanniae di Goffredo di Monmouth.
Nel più famoso episodio della Vita di Carantoco, il santo, tornato in Galles, attraversò il canale di Bristol, alla ricerca del suo altare portatile. Giunse sulle rive del fiume Willett ed entrò in conflitto con Cado, re di Dumnonia, e Re Artù a Dunster nel Somerset.
Carantoc alla fine fu costretto a sconfiggere un drago feroce, al fine di recuperare il suo altare e, in cambio, gli venne concessa una terra vicino Carhampton per fondare un monastero.
Secondo un'antica tradizione, conservata nella contea di Meath, Carantoco avrebbe istituito anche una Congregazione monastica, che si sarebbe sviluppata specialmente nel Galles.
Il luogo della morte e della sepoltura di Carantoc è conteso tra Inis Baithen e Dulane.

## Culto
San Carantoco veniva invocato contro i vermi quando la gente beveva l'acqua da un pozzo.

La sua festa è il 16 maggio, come riporta il Martirologio Romano: 
(Martirologio Romano)